# Ipaba (kommun)
Ipaba är en kommun i Brasilien.   Den ligger i delstaten Minas Gerais, i den sydöstra delen av landet, 700 km sydost om huvudstaden Brasília. Antalet invånare är 16 692.
Följande samhällen finns i Ipaba:
- Ipaba

I omgivningarna runt Ipaba växer i huvudsak städsegrön lövskog. Runt Ipaba är det ganska tätbefolkat, med 67 invånare per kvadratkilometer.